# Museo Federico Silva
El Museo Federico Silva está ubicado en el centro histórico de la ciudad de San Luis Potosí, San Luis Potosí, México. Inaugurado el 18 de septiembre de 2003, se dedica exclusivamente al arte escultórico, el primer museo de su tipo en toda Hispanoamérica. Alberga la exposición permanente de 80 esculturas de Federico Silva. El museo tiene seis salas permanentes y cinco temporales. Los servicios que ofrece el museo incluyen festivales, presentaciones editoriales, conferencias, conciertos y talleres de pintura, danza y música. El museo es catalogado como monumento histórico por el Instituto Nacional de Antropología e Historia (INAH) para su preservación.

## Historia
En 1611 el segundo virrey de Nueva España Luis de Velasco y Ruiz de Alarcón aprobó para que se levantara una capilla en honor a Juan el Bautista. En 1615 comenzaron las obras de construcción de un hospital convento al servicio de la Orden Hospitalaria de San Juan de Dios. El hospital anexo al Templo de San Juan de Dios fue edificado gracias a la generosidad de un noble. Por órdenes del virrey Félix Calleja el complejo se convirtió en un hospital militar. En 1895 fue convertido en oficina de aduana. Posteriormente fue convertido en la Escuela Modelo, construido de 1905 a 1907. El edificio neoclásico fue obra del arquitecto Antonio M. Anza y el ingeniero Octaviano Cabrera. Fue proyectado para formar parte del programa educativo del porfiriato. Durante la Revolución mexicana fue uno de los polos de conspiración en la ciudad, saliendo de ahí Luis Herrera. Duró como la Escuela Modelo hasta 2000 cuando se iniciaron las obras para convertirlo en museo.
Curiosamente se planteó la creación del museo en un vuelo aéreo donde se encontraban el gobernador potosino Fernando Silva Nieto y el creador Federico Silva. Los dos se habían encontrado en el aeropuerto y cuando abordaron el avión les tocaron asientos a lados, donde empezaron a hablar de cómo tenían el mismo primer apellido. Federico Silva invitó al gobernador a visitar su taller en Tlaxcala. Posteriormente el gobernador visitó el taller y se quedó impresionado con las obras del pintor. Fue en esa visita donde el gobernador le preguntó al pintor si le gustaría que le crearán un museo en San Luis Potosí para mostrar su arte. Los dos viajaron a dicha ciudad para inspeccionar algunos edificios, con el pintor eligiendo la Escuela Modelo por su ubicación privilegiado en el centro histórico. Los estudiantes personalmente le entregaron a Federico Silva las llaves del recinto, a ellos se les construyó una nueva escuela. Mientras se acondicionaba el museo se crearon réplicas de las esculturas en Tlaxcala para ver como quedarían dentro del edificio. Luego fueron traídas una por una a su nuevo destino en San Luis Potosí.

## Exposiciones
En la historia del museo se han organizado las siguientes exposiciones temporales:[cita requerida]
2003:
- Escultura huasteca prehispánica.
- Manuel Felguérez
- Juan Soriano

2004:
- Naturaleza exaltada, de Ángela Gurría
- Lo terreno y lo etéreo, Colectiva.
- Quince volcanes, de Vicente Rojo
- Homenaje a la línea recta, de Gunther Gerzso
- Arte objeto, Colectiva TANE.
- Alter natura, Colectiva.

2005:
- Na-ii Yuu Ka-ah-Gente de piedra que habla, de Tiburcio Ortiz.
- Volúmenes pequeños de un gran cosmos, de Yvonne Domenge.
- El bosque, Colectiva.
- La memoria como vanguardia, de Germán Cueto

2006:
- Talla en piedra, de Arno Avilés.
- Jorge Yázpik.
- Camino escultórico, de Pedro Cervantes
- Enlaces geométricos, de Jorge Du Bon.

2007:
- Origen y materia, de Edna Pallares.
- Des-ilusiones, de Naomi Siegmann.
- Series dispersas, de Fernando González Gortázar

2008:
- Horizontes fragmentados, de Paloma Torres.

2009:
- Presencia, de Juan Soriano
- Post-cartografías, en universos fragmentados, de José Luis Díaz.
- Atemporalidades, de Irma Palacios.
- Libertad (es), de Ana Castelán.
- Voluntad de forma, de Jesús Mayagoitia.

2010:
- Imaginación, poesía, ensueño, de Josefina Temín.
- Cazadores de imágenes, de Leonora Carrington
- Diálogos entre 10, Colectiva.
- Evolución, Federico Silva.

2011:
- Días de flores y cuchillos, de Marisa Lara y Arturo Guerrero.
- Obra 2003-2011, de Federico Silva.

2012:
- Interiores, de Kiyoto Ota.
- Mathias Goeritz

2013:
- Geografía emocional, de Rodrigo Meneses
- Tierra pétrea, Colectiva cerámica
- Semillas, de Ana Cristina Mejía Botero y Ricardo Ángeles
- Geometría natural, de Hersúa
- Paradigmas, una década de escultura, Colectiva
- Tzompantli, Colectiva

2014:
- Revelaciones, de José Faz.
- Puentes, alta resistencia, de Saúl Kaminer y Paul Nevin.
- Encuentros: búsqueda y equilibrios de espacios, vacíos y tiempos, de Carlos Ciriza
- Levedad y solidez, la mesura de la forma, de Alberto Vargas.

2015
- Intersecciones, de Federico Silva.
- Germinal, de Leticia Hernández.
- Venas de acero, de Águeda Lozano.
- Ensoñaciones, de Laura Leal.
- Otras energías, de Federico Silva.

2016:
- El recurso de la escultura, lenguaje de la forma, de Federico Silva Lombardo.
- Piedra raíz, de Tiburcio Ortiz.
- Altiplano, de Ana Cristina Mejía Botero.
- Estructuras dinámicas, de Miguel Peraza.

2017:
- Hilvanando el tiempo, de Marina Láscaris.
- Doble Doblez, de Manuel Marín.
- Arte Cinético, de Federico Silva.
- Energía en contexto, de José Luis Cuevas.

2018:
- Archipiélago 4 escultoras mexicanas 4. Materiales transfigurados, colectiva.
- Silencio Tangible, de Rivelino.
- Geometría Multidimensional, 50 años de creación artística, de Sebastián.
- Espacios modelados, de Jesús Mayagoitia.
- Manuel Felguérez, 90 años.

2019:
- Sonido Silencioso de la Forma, de Estanislao Contreras.
- Devenir de la Forma, de Pablo Olivera.
- Principio y fin, de Pedro Martínez Osorio.
- Archipiélago II, 4 escultoras mexicanas, colectiva.
- Synergia, colectiva.

2020:
- Jorge Yazpik.
- Musas y Creadoras, colectiva.
- Dos puntos de vista, de Xavier Esqueda.
- Evocaciones, de Germán Venegas.
- Fragmentos de tiempo y materia, de Carlos Ciriza.

2021:
- Germán Cueto. Una visión vanguardista.
- Jaime Galán. Huellas en el desierto.

2022:
- Figuraciones, de obra donada al museo.
- Geometría colorida, de Francisco Moyao.
- Laberintos espirituales, de Jeanne Saade Palombo.

2023:
- Archipiélago III, colectiva.
- Víctimas y victimarios, de Rivelino.

## Galería

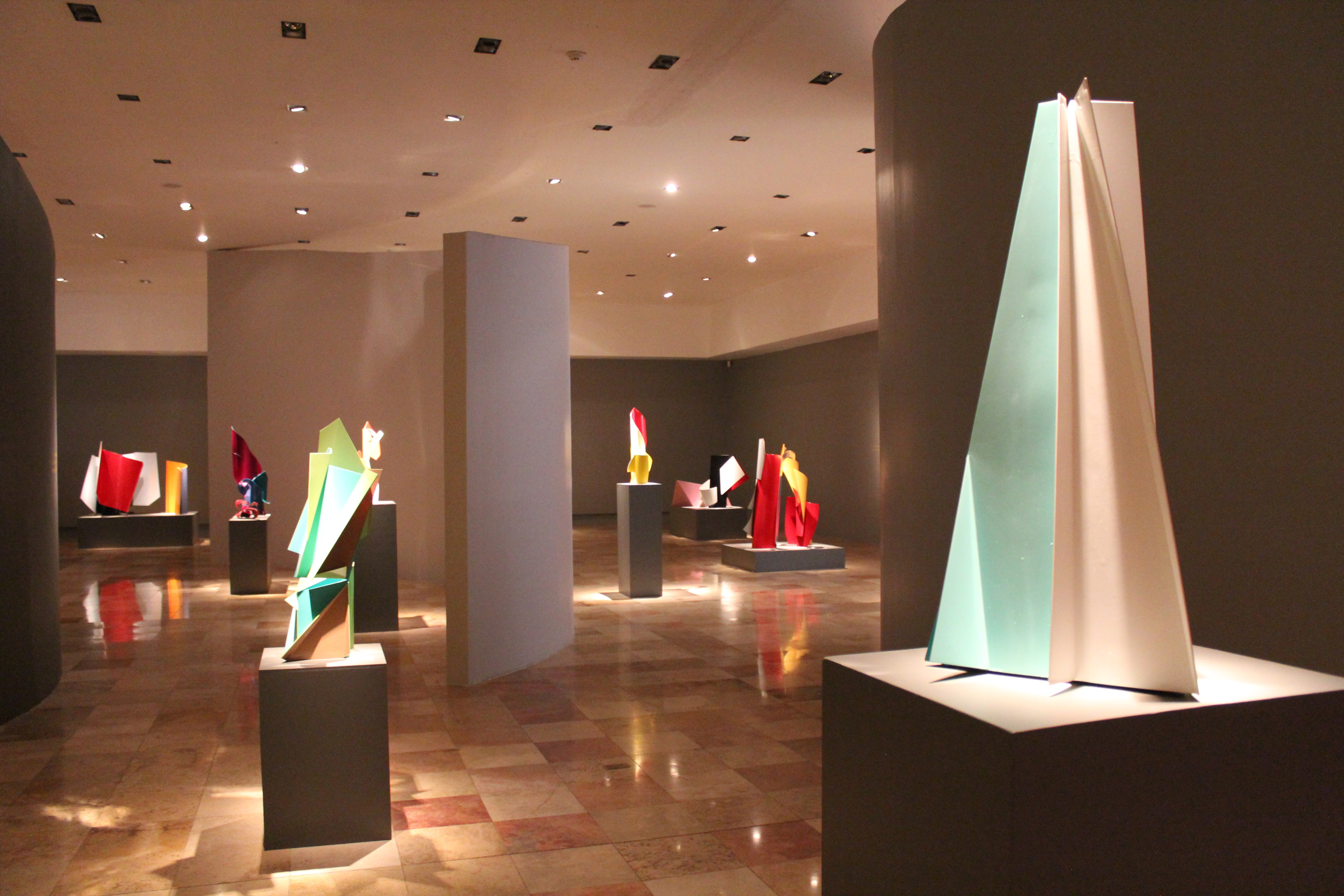
Hersúa. Exposición temporal, 2013
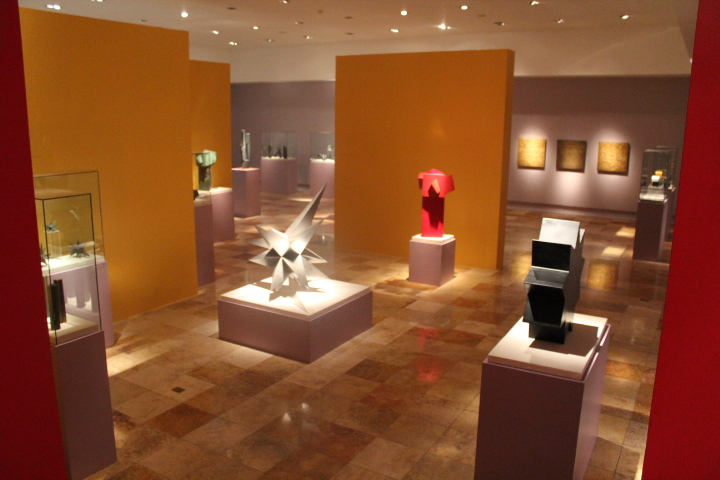
Mathias Goeritz. Exposición temporal, 2012
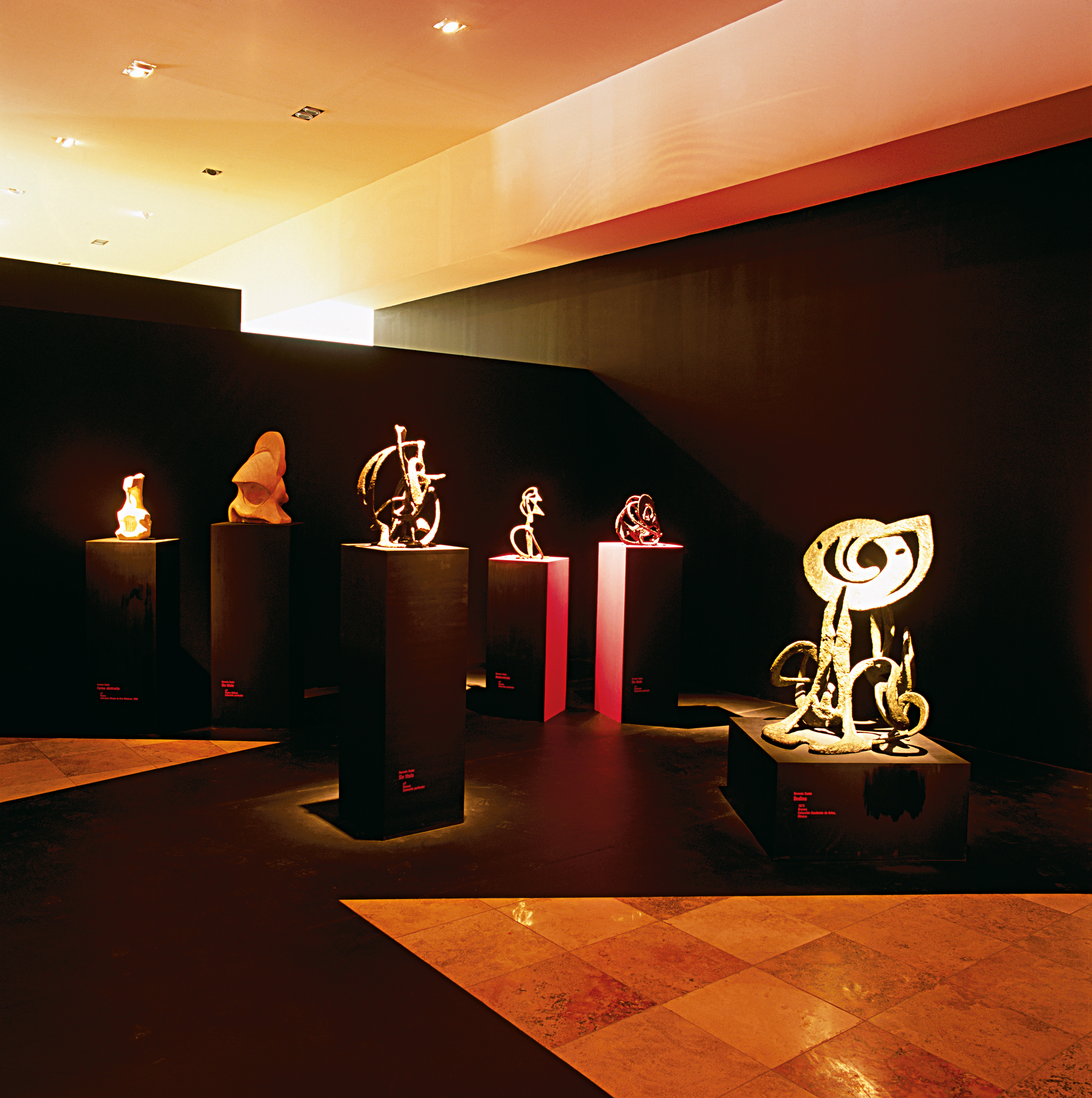
Germán Cueto. Exposición temporal, 2005